# Louis Weintz
Louis Weintz (21 de abril de 1885 — 12 de fevereiro de 1969) foi um ciclista olímpico estadunidense. Representou sua nação nos Jogos Olímpicos de Verão de 1908.